# Gonomyia (Gonomyia) necopina
Gonomyia (Gonomyia) necopina is een tweevleugelige uit de familie steltmuggen (Limoniidae). De soort komt voor in het Palearctisch gebied.